# Stand My Ground
«Stand My Ground» — первый сингл симфоник-метал-группы Within Temptation с альбома The Silent Force. Песня вошла в топ-10 чартов Нидерландов, Бельгии и Финляндии, а также стала заглавной темой трейлера фильма «Кровь и шоколад».

## Видео
По сюжету видеоклипа Шарон ден Адель узнает, что мир будет уничтожен во время гигантского наводнения. Тем не менее, Шарон и другие члены группы спасаются на лодке.
Все сцены клипа снимались вживую, за исключением зданий города, созданных на компьютере. История съёмок видео вошла в DVD-сингл.

## Список композиций
CD Сингл
1. «Stand My Ground» (radio version)
2. «Overcome» (non album version)

CD EP (4 трека)
1. «Stand My Ground» (radio version)
2. «Overcome» (non album version)
3. «Its The Fear» (demo version)
4. «Stand My Ground» (album version)

CD Мульти сингл
1. «Stand My Ground» (radio version)
2. «Overcome» (non album version)
3. «Its The Fear» (demo version)
4. «Towards The End»
5. «The Swan Song» (Instrumental/orchestral version)

DVD сингл
1. «Stand My Ground» (Single version)
2. «Overcome»
3. «It’s The Fear» (Demo version)
4. «Forsaken»
5. «Towards The End»
6. «Stand My Ground» (видео)
7. Making of … «Stand My Ground» (видео)
8. «Studio impressions» (видео)
9. «On Tour» (видео)
10. Фотогалерея

## Чарты
Песня достигла успеха в Нидерландах, заняв четвёртое место. Также она вошла в топ-10 Бельгии и Финляндии, и заняла 13 место в Германии. Песня возглавила испанские чарты Spanish Airplay Chart и Los 40 Principales.
| Чарт (2004/2005)           | #  |
| -------------------------- | -- |
| Spanish Los 40 Principales | 1  |
| Dutch Top 40               | 4  |
| Belgium Singles Chart      | 9  |
| Finnish Singles Chart      | 9  |
| German Singles Chart       | 13 |
| Norwegian Singles Chart    | 20 |
| Swedish Singles Chart      | 21 |
| Austrian Singles Chart     | 25 |
| Swiss Singles Chart        | 67 |

| позиция | 27 | 10 | 5 | 4 | 8 | 13 | 20 | 32 | 32 |